# Campylopodium euchlorum
Campylopodium euchlorum là một loài Rêu trong họ Dicranaceae. Loài này được (Mont.) Matteri mô tả khoa học đầu tiên năm 1999.